# Batalla d'Ostia (Rafael)
La Batalla d'Ostia  és una pintura del taller de l'artista renaixentista italià Rafael. La pintura forma part de l'encàrrec fet a Rafael perquè decorés les habitacions que avui són conegudes com a  Stanze di Raffaello , al Palau Apostòlic al Vaticà. Se situa a l'habitació que rep el nom d  L'incendi del Borgo, la  Stanza dell'incendio del Borgo . L'obra és d'execució principalment de Giulio Romano, i així es veu en les característiques figures agitades del primer pla, però el projecte en si va ser de Rafael.
Va ser inspirada per la batalla naval de l'any 849, narrada en el  Liber Pontificalis . Els sarraíns de Sicília i Itàlia meridional es van enfrontar a una lliga cristiana de vaixells Papals, napolitans i Gaeta davant la ciutat d'Ostia (l'anomenat port de Roma). A la pintura el papa Lleó IV, dona les gràcies després que els vaixells musulmans resultessin destruïts per una tempesta.
Sembla que el Papa Lleó X en triar aquest tema estava pensant en una possible croada contra els musulmans, que en aquell moment amenaçaven les costes mediterrànies.
El fresc representa dues escenes diferents. La batalla naval, en si, apareix en segon pla, donant-se més prioritat, per tant, al que passa en el primer pla, que és el lliurament dels presoners enemics al Papa, que desembarquen per la dreta. La figura de Lleó IV domina la part esquerra del primer pla, està assegut en un tron [[]], la qual cosa l'eleva sobre els que l'envolten; mira el cel en un gest d'agraïment a Déu; vesteix robes luxoses de color daurat. Se li han conferit els RESG de Lleó X, i els cardenals que l'envolten tenen les faccions dels cardenals Bibbiena i Juli de Mèdici.